# Критическая концентрация мицеллообразования
Критическая концентрация мицеллообразования (ККМ, англ. critical micelle concentration, СМС) — концентрация поверхностно-активного вещества в растворе, при которой образуются устойчивые мицеллы.

## Описание
При низких концентрациях поверхностно-активные вещества (ПАВ) образуют истинные растворы. При повышении концентрации ПАВ в растворе достигается такая концентрация ПАВ, при которой возникают мицеллы, находящиеся в термодинамическом равновесии с неассоциированными молекулами ПАВ. Концентрация, при которой начинают образовываться мицеллы, называется критической концентрацией мицеллообразования (ККМ).
При концентрации ПАВ выше ККМ весь избыток ПАВ находится в виде мицелл. При очень большом содержании ПАВ в системе образуются жидкие кристаллы или гели.
При разбавлении раствора мицеллы распадаются (ниже ККМ распадаются все), а при увеличении концентрации ПАВ они вновь возникают.